# Ed Mann
Ed Mann (14. ledna 1954 – 1. června 2024) byl americký bubeník. Na bicí hrál od jedenácti let. Studoval na Kalifornském institutu umění. V letech 1977–1988 hrál s kytaristou Frankem Zappou, s nímž nahrál několik desítek alb, jak studiových, tak koncertních. Později s několika dalšími členy Zappovy kapely působil ve skupině The Band from Utopia. Zappovu hudbu později hrál také v kapele The Z3. Rovněž vydal několik sólových alb a hrál s Rodem Piazzou, Markem Ishamem, Rickie Lee Jones a Mickem Karnem.

## Diskografie

### Frank Zappa
- Zappa in New York (1978)
- Sheik Yerbouti (1979)
- Joe’s Garage Act I (1979)
- Joe’s Garage Acts II & III (1979)
- Tinseltown Rebellion (1981)
- Shut Up 'n Play Yer Guitar (1981)
- You Are What You Is (1981)
- Ship Arriving Too Late to Save a Drowning Witch (1982)
- The Man from Utopia (1983)
- Baby Snakes (1983)
- London Symphony Orchestra, Vol. 1 (1983)
- Them or Us (1984)
- Thing-Fish (1984)
- Frank Zappa Meets the Mothers of Prevention (1985)
- Jazz from Hell (1986)
- London Symphony Orchestra, Vol. 2 (1987)
- Guitar (1988)
- You Can't Do That on Stage Anymore, Vol. 1 (1988)
- Broadway the Hard Way (1988)
- You Can't Do That on Stage Anymore, Vol. 3 (1989)
- The Best Band You Never Heard in Your Life (1991)
- Make a Jazz Noise Here (1991)
- You Can't Do That on Stage Anymore, Vol. 4 (1991)
- You Can't Do That on Stage Anymore, Vol. 5 (1992)
- You Can't Do That on Stage Anymore, Vol. 6 (1992)
- Frank Zappa Plays the Music of Frank Zappa: A Memorial Tribute (1996)
- Halloween (2003)
- QuAUDIOPHILIAc (2004)
- Trance-Fusion (2006)
- The Dub Room Special (2007)
- One Shot Deal (2008)
- Hammersmith Odeon (2010)

### Sólová
- Get Up (1988)
- Perfect World (1991)
- Global Warming (1994)
- Have No Fear (1997)
- (((GONG))) Sound Of Being (1998)